# Фраймаркт

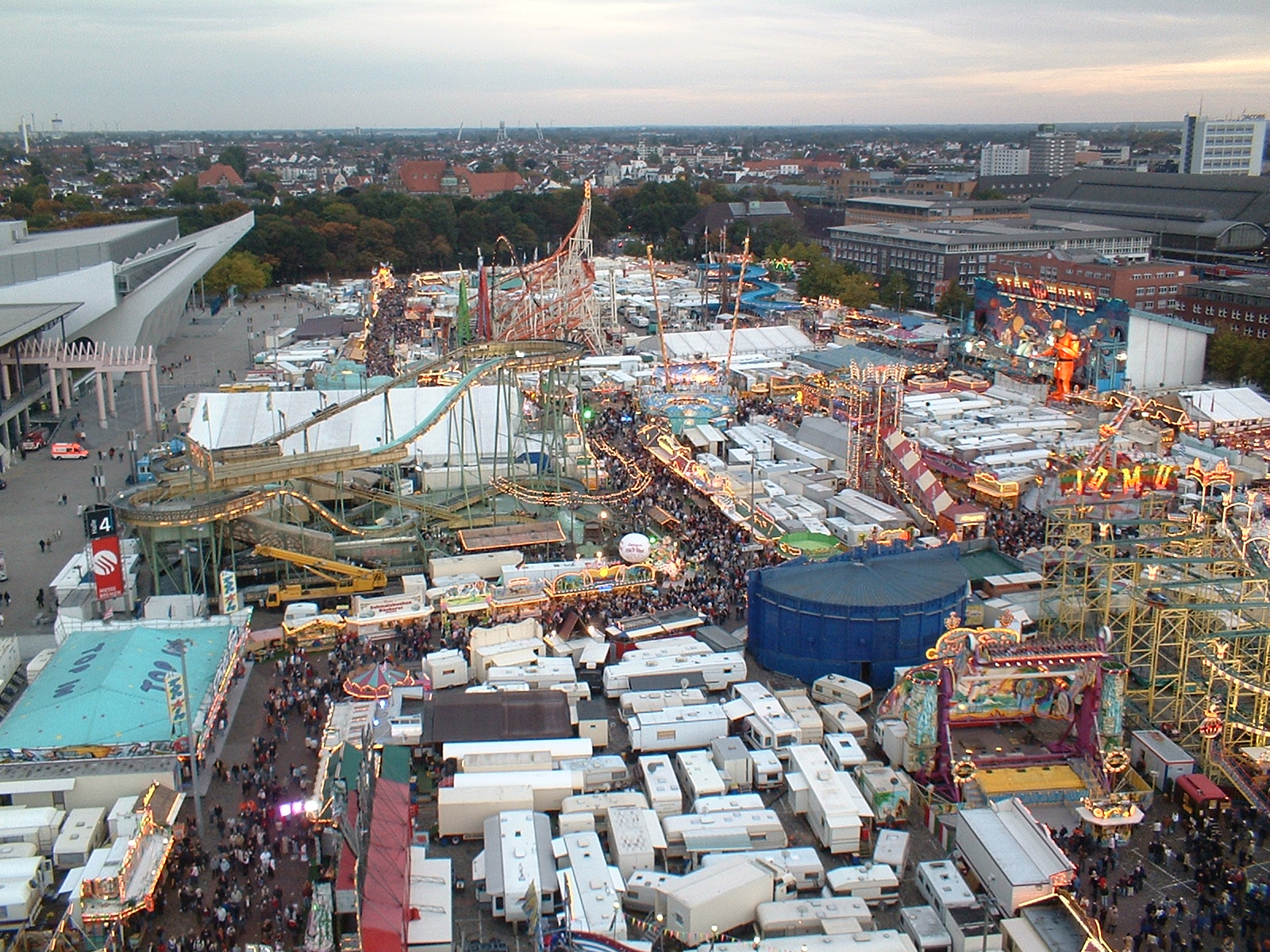
Вид с 60-метрогого колеса обозрения на Фраймаркт в 2006 году

Фра́ймаркт (нем. Bremer Freimarkt) — ежегодная ярмарка в Бремене, которая считается старейшей на территории Германии. Более 4 млн гостей за семнадцать дней и 345 экспозиций позволяют назвать его самым большим народным праздником в Северной Германии.
История этого мероприятия восходит к 1035 году, когда император Конрад II указом от 16 октября даровал Бремену право дважды в год проводить ярмарку с особыми привилегиями (нем. Jahrmarkt-Gerechtigkeit). В отличие от обычных рыночных дней, торговцам разрешалось продавать товары, которые в другое время были монополизированы гильдиями. Поэтому он назывался «Фраймаркт» (нем. freier Markt).
В настоящее время Фраймаркт проводится в центре города на выставочной площадке Бюргервайде между главным железнодорожным вокзалом и городским парком во второй половине октября.